# 日向康吉
日向 康吉（ひなた こうきち、1934年（昭和9年） - 2014年（平成26年）9月13日）は、日本の農学者。農学博士（東京大学）。東北大学名誉教授。藤島町名誉町民（現・鶴岡市名誉市民）。 山形県東田川郡藤島町（現・鶴岡市）出身。
代表的な研究にアブラナ科植物の自家不和合性遺伝子の研究などがある。

## 略歴
- 1934年、山形県東田川郡藤島町豊栄に生れる。
  - 鶴岡第一高等学校（山形県立鶴岡南高等学校）を卒業し、東京大学農学部に進む。
- 1957年、同大学を卒業し、のち同大学院農学研究科博士課程 修了
- 1962年、農学博士号（東京大学）取得　論文の題は「Hybrid sterility relationships in wild and cultivated rice species(野生稲および栽培稲の類縁関係と分化機構に関する研究)」[1]。  
  - 東北大学農学部助手
- 1968年、同助教授 就任
- 1983年、同教授 就任
- 1997年、定年退職し、東北大学名誉教授の称号を授与される。
- 2002年、（財）岩手生物工学研究センター所長 就任
  - 日本学士院賞受賞
- 2003年、藤島町名誉町民に推戴される。
- 2009年4月30日、瑞宝中綬章 叙勲[2]
- 2014年9月13日、後腹膜脂肪肉腫のため死去[3]。80歳没。従四位。[4]

## 著作物

### 報告書
文部省科学研究費補助金研究成果報告書
- 「S 糖たんぱく質を用いたアブラナ類の自家和合性の研究」
- 「S特異糖蛋白質による我国栽培種のS遺伝子の分析」
- 「アブラナ科自家不和合性における花粉側特異物質の探索」
- 「アブラナ科自家不和合性の優劣性の発現に関する研究」
- 「イネプロトプラストへのDNA導入と再分化植物における遺伝子発現」
- 「温度環境の変動と作物の遺伝的応答機構」
- 「研究成果報告書 平成7年度 - 平成10年度」
- 「サポニンを中心とした配糖体物質による品種同定法の試験研究」
- 「自家不和合性関連遺伝子の遺伝子導入試験」
- 「平成7年度成果報告集」

### 博士論文
- 「野生稲および栽培稲の類縁関係と分化機構に関する研究」 1962年3月29日 東京大学

## 受賞歴
- 日本育種学会賞
- 日本農学賞
- 読売農学賞
- 日経BP技術大賞
- 日本学士院賞

## 参考資料
- 『官報』 2009年04月30日 号外 93 叙位・叙勲